# Eva Janko
Eva Janko-Egger (Floing, 24 januari 1945) is een voormalige Oostenrijkse atlete. Ze haalde haar beste resultaten op het onderdeel speerwerpen. Hierin was ze veertienvoudig Oostenrijks kampioene en won ze een bronzen medaille op de Olympische Spelen van 1968. Bij het kogelstoten en op de vijfkamp haalde ze nationale titels.

## Loopbaan
Onder haar geboortenaam Eva Egger werd Janko in 1966 voor het eerst nationaal kampioene in het speerwerpen. Ze trouwde kort daarna met hoogspringer Herbert Janko. In 1967 won ze het nationaal kampioenschap op de vijfkamp en in 1968 was ze naast kampioen in het speerwerpen tevens de nationaal kampioene kogelstoten. Op de Spelen van 1968 kwam ze voor Oostenrijk uit op het onderdeel speerwerpen. Met een laatste worp van 58,04 m steeg ze van een zevende naar een derde plaats en bereikte ze het podium.
Janko haalde in 1970 en van 1972 tot en met 1982 twaalf nationale titels in het speerwerpen. Ze kwam uit op de Olympische Spelen van 1972 in München en de Olympische Spelen van 1976 in Montreal en haalde op deze Spelen respectievelijk een zesde en een negende plaats. Met een afstand van 61,80, gegooid op 27 juli 1973 in Innsbruck, heeft ze het Oostenrijks record speerwerpen in handen. Na haar sportieve loopbaan maakte ze zich sterk voor de positie van vrouwen in topsport.
Janko is de moeder van voetballer Marc Janko. In haar actieve tijd was ze aangesloten bij Leichtathletik Club Südstadt.

## Titels
- Oostenrijks kampioene speerwerpen - 1966, 1968, 1970, 1972, 1973, 1974, 1975, 1976, 1977, 1978, 1979, 1980, 1981, 1982
- Oostenrijks kampioene kogelstoten - 1968
- Oostenrijks kampioene vijfkamp - 1967

## Persoonlijk record
| Onderdeel   | Prestatie | Datum        | Plaats    |
| ----------- | --------- | ------------ | --------- |
| speerwerpen | 61,80 m   | 27 juli 1973 | Innsbruck |

## Palmares

### speerwerpen
- 1968:  OS - 58,04 m
- 1972: 6e OS - 58,56 m
- 1976: 9e OS - 57,20 m